# Repubblica Socialista Sovietica Autonoma dei Mari
La Repubblica Socialista Sovietica Autonoma dei Mari (in russo Марийская Автономная Советская Социалистическая Республика?, Marijskaja Avtonomnaja Sovetskaja Socialističeskaja Respublika) o RSSA dei Mari era una repubblica autonoma dell'Unione Sovietica fu lo stato successore dell'Oblast' autonoma dei Mari. Quando l'Unione Sovietica crollò, la RSSA dei Mari divenne conosciuta come Repubblica dei Mari, soggetto federale della Federazione Russa.